# Large Hadron Collider
| Large Hadron Collider                           | Large Hadron Collider                                                |
| ----------------------------------------------- | -------------------------------------------------------------------- |

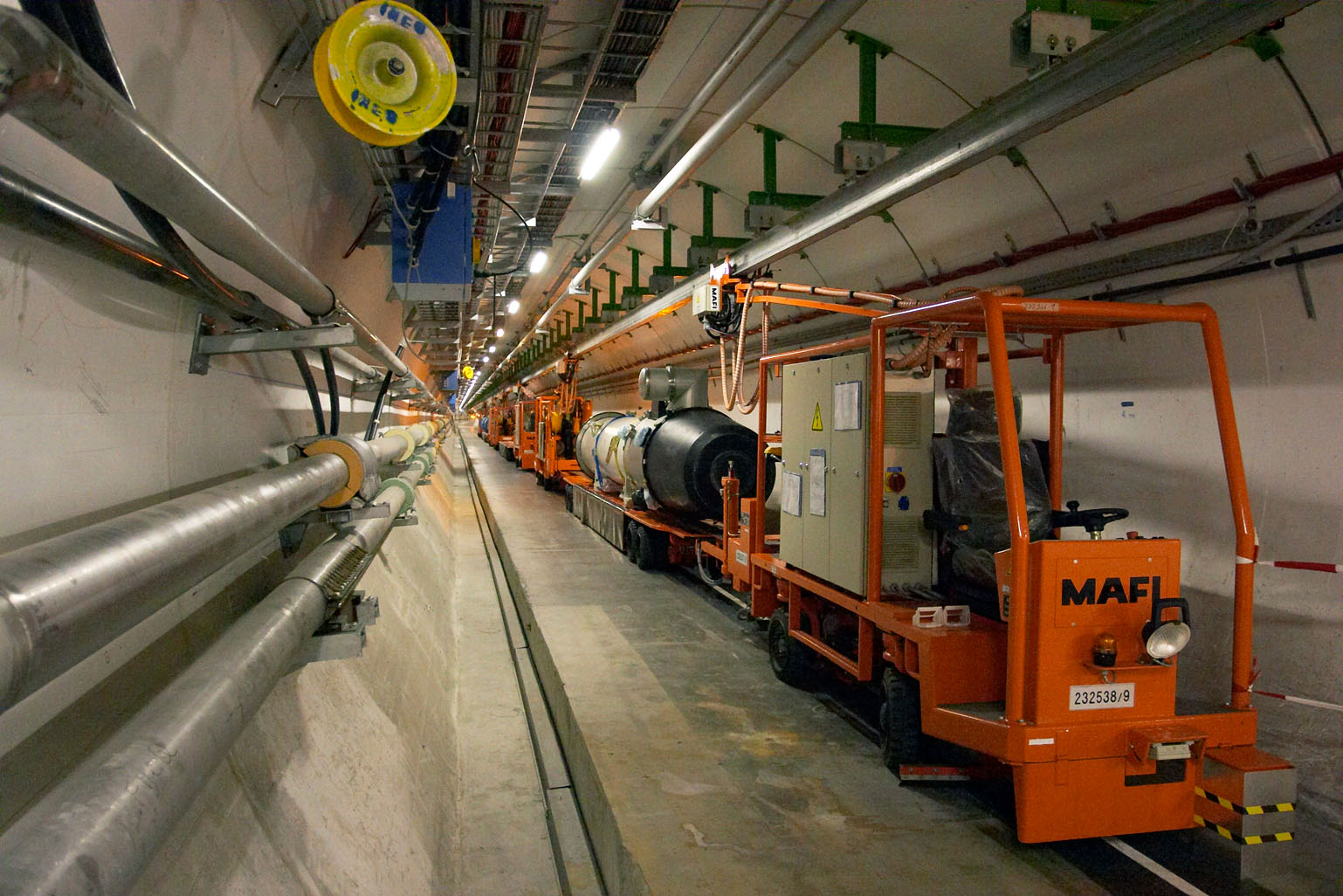
Bild från den 27 kilometer långa LHC-tunneln där supraledande magneter installeras.

| Acceleratorkedjan i Large Hadron Collider (LHC) |                                                                      |
| LHC-experiment                                  |                                                                      |
| ATLAS                                           | A Toroidal LHC ApparatuS                                             |
| CMS                                             | Compact Muon Solenoid                                                |
| LHCb                                            | LHC-beauty                                                           |
| ALICE                                           | A Large Ion Collider Experiment                                      |
| TOTEM                                           | Total Cross Section, Elastic Scattering and Diffraction Dissociation |
| LHCf                                            | LHC-forward                                                          |
| LHC:s föracceleratorer                          |                                                                      |
| p och Pb                                        | Linjära acceleratorer för protoner (Linac4) och bly (Linac 3)        |
| (omarkerad)                                     | Proton Synchrotron Booster                                           |
| PS                                              | Proton Synchrotron                                                   |
| SPS                                             | Super Proton Synchrotron                                             |

Large Hadron Collider (LHC) är världens största och kraftigaste partikelacceleratoranläggning, avsedd att kollidera två motsatt riktade protonstrålar med energi upp till 7 biljoner elektronvolt per proton, det vill säga 14 biljoner elektronvolt totalt. LHC byggdes av Europeiska organisationen för kärnforskning (Cern), och ligger under marken nära Genève i Schweiz. Den har bekostats och byggts i ett samarbete med över 10 000 fysiker från över 100 länder samt flera hundra universitet och laboratorier. 
LHC:s huvudsyfte är att utforska giltigheten och begränsningarna hos den nuvarande teoretiska så kallade standardmodellen för partikelfysik. Den första strålen cirkulerade i LHC på morgonen den 10 september 2008. LHC avsågs invigas officiellt den 21 oktober 2008.
När LHC aktiveras, kan den hypotetiskt komma att producera higgsbosonen. Observation av denna skulle kunna bekräfta de förutspådda bristerna i fysikens standardmodell och förklara hur andra elementarpartiklar får egenskaper såsom massa. (Higgsbosonen upptäcktes mycket riktigt 2012)
Några forskare har ifrågasatt säkerheten runt LHC genom domstolar och media, men enligt de inblandade fysiker som studerat frågan finns ingen grund för att se något hot från de partikelkollisioner som kommer att ske i LHC.

## Användning
I LHC accelereras protoner i två motriktade strålar till 99,9999991 procent av ljusets hastighet och får sedan kollidera vid en sammanlagd energi av upp till 14 TeV – omkring 14 000 gånger protonens vilomassa – vilket förväntades vara tillräckligt hög energi för att påvisa den teoretiskt förutsagda higgspartikeln, och kanske supersymmetriska partiklar eller andra intressanta fenomen inom högenergifysiken.
Kollisionerna sker vid sex olika experiment runt acceleratorringen. Två av dessa, ATLAS och CMS, är generella detektorer som ska studera alla typer av fysik och kunna detektera alla typer av partiklar. ALICE och LHCb är något mindre och något mer specialiserade, ALICE på att fånga upp resultatet av kollisioner av tunga joner och LHCb på att detektera partiklar som innehåller b-kvarkar för att studera skillnaden mellan materia och antimateria. TOTEM och LHCf är mindre experiment som endast är inriktade på en typ av mätningar. Över 7 000 fysiker kommer att vara inblandade i att analysera data från experimenten. 
Protonerna kommer att accelereras i en 27 kilometer lång tunnel som använder supraledande kryogeniska magneter med magnetfält upp till 8,3 tesla. LHC har 1232 dipolmagneter och 392 kvadrupolmagneter för att styra och fokusera strålen. Röret där protonerna färdas kommer att ha en temperatur av 1,9 kelvin och det bästa vakuum som skapats på jorden, omkring 10-13 atmosfärer. Var och en av strålarna kommer att ha en ström på 0,53 ampere och en total energi på 362 megajoule (detta motsvarar energiinnehållet hos 77 kilogram trotyl).

## LHCs föracceleratorer
För att få upp protonerna till höga energier, utan stora partikelförluster, behövs en kedja av acceleratorer.
LHC använder sig av föracceleratorerna Linac 2 (linjär accelerator), Proton Synchrotron Booster (PSB), Proton Synchrotron (PS) och Super Proton Synchrotron (SPS).
Linac 2 matas med protoner (vätejoner), som accelereras och får en energi på 50 MeV i slutet av acceleratorn. Därifrån injiceras protonerna in i PSB. Innan PSB blev installerad 26 maj 1972 injicerades partiklar direkt från linjäracceleratorn till PS men acceptansen av protoner var mycket lägre. PSB ökar antalet protoner som PS kan ta upp med en faktor av 100. Energin när PSB släpper ifrån sig protonerna är nu uppe i 1,4 GeV, de injiceras sedan i PS. 
PS togs först i bruk 24 november 1959 och var fram till 1970-talet CERN:s flaggskepp, men används nu som föraccelerator för att antingen accelerera protoner som ska vidare till LHC eller tunga joner som ska till LEIR (Low energy ion ring). PS höjer energin för protonerna till 25 GeV som sedan injiceras till SPS.
SPS, som är den näst största acceleratorn i CERN-komplexet, har en omkrets på 7 kilometer. I den accelereras protoner som ska till LHC upp till 450 GeV innan de injiceras i LHC.

## LHC stannar upp
Den 19 september 2008 stoppades körningarna till följd av ett allvarligt fel mellan två supraledande avböjande magneter. Det som hände var att under körningen förlorade en av dipolmagneterna sin supraledande förmåga. Den supraledande magneten går då från ett läge utan resistans till ett med resistans, detta gör att det blir en hög värmeutveckling i magneten om det går ström genom den, detta kallas för att magneten quenchar. Detta orsakades av felaktiga ledningar mellan två supraledande magneter, vilket fick till följd att flytande helium läckte ut i tunneln. Säkerhetssystemet fungerade som det skulle och ingen kom till skada. Däremot blev det en dyr reparation, vilket även drog ut på tiden eftersom en vakuumläcka upptäcktes. På grund av de uppkomna skadorna och att ytterligare säkerhetsarrangemang lades till, så beräknades LHC inte vara i drift igen före slutet av september 2009.

## LHC efter 2009
I slutet på november 2009 kunde två protonstrålar för första gången accelereras i motsatta riktningar med energier på 450 GeV per stråle. Den 18 december stängdes LHC av efter dess inledande leveranskörning, vilken nådde protonkollisionsenergier om 2,36 TeV, med ett antal protonkluster som cirkulerade i flera timmar och gav data från över en miljon proton-protonkollisioner.  LHC återtog driften i februari 2010 och den 30 mars kl 13.02 CET nådde man kollisionsenergier på 7,0 TeV (3,5 TeV per stråle), vilket är halva den planerade maxenergin. Den första protonomgången avslutas i november 2010 för att göra plats för körningen med blyjoner, som delprojektet ALICE använder för att studera materia i extrema miljöer som antagligen rådde precis efter Big bang. 2011 startades på nytt proton-protonförsöken, vilka skulle hålla på till slutet av 2011 då LHC skulle ta en liten paus för kontroller och sedan starta upp igen 2012. Men de första glimtarna om Higgspartikeln fick uppehållet att dröja lite.
Från 2012 kommer LHC att hållas helt avstängd under minst 18 månader för nödvändiga kompletteringar av säkerheten mot bortfall av supraledningen vid sin fulla design-energi. Driften kommer sedan inte att återtas förrän 2014. Då är man övertygade om att enkelt nå 13 TeV och förhoppningsvis 14 TeV.

## Uppstart 2015
Sedan LHC stängdes ner 2013 har uppgraderingar på de supraledande magneterna gjorts. Detta var nödvändigt för att kunna försäkra sig om att acceleratorn klarar av de påfrestningar som uppstår när energin ökas från 7 TeV till 13 TeV. Det är kopplingen mellan alla supraledande magneter som bytts, sedan har även viss elektronik flyttats eller fått bättre skydd. Det har även gjorts omfattande förbättringar av PS och SPS. Det har utförts renoveringar av ventilationssystemen till utbyten av radioaktivt skadade kablar. När acceleratorn startar upp kommer den långsamt att öka till 13 TeV, detta för att minsta lilla rörelse t.ex. i metallen i det supraledande materialet kan få dipolmagneten att quencha. Energin som krävs för att magneten ska quencha är lika stor som när en encents euro fallit 5 cm. Så för att försäkra sig om stabiliteten i systemet måste dipolmagneten “tränas” att klara av allt högre energier.

## Anmälan mot LHC
LHC anmäldes till Europadomstolen och till en domstol i USA av forskare som fruktade att nya partiklar, strangelets, och mikroskopiska svarta hål som eventuellt skulle kunna skapas i acceleratorn kommer att förinta jorden.
CERN (som driver LHC) menade å sin sida att strangelets troligen inte existerar och att om ny sorts materia skapas så kommer den att omvandlas till normal materia inom bråkdelen av en sekund.
CERN och kritikerna är överens om att mikroskopiska svarta hål kan bildas vid LHC. Kritikerna hävdar att dessa, om de inte omedelbart förintas, drar till sig omgivande materia, för att till slut sluka hela jordklotet. Detta är dock en idé som inte stöds av några existerande fysikaliska teorier. Fysiker som studerat frågan påpekar att de svarta hål som skulle kunna skapas i LHC skulle förångas omedelbart genom Hawkingstrålning, samt att dessa redan bildats genom kollisioner med kosmisk strålning vid ännu högre energi i jordatmosfären och i till exempel neutronstjärnor. Kosmisk strålning kan innehålla partiklar med extremt hög energi. Detta har pågått i miljardtals år utan att förinta jorden. En studie visade att inga neutronstjärnor skulle finnas kvar i universum om LHC innebar en risk. Studien har dock ifrågasatts, till exempel av fysikern R. Plaga.
Mot detta hävdar kritikerna att Hawkingstrålningen bara är en obekräftad hypotes och att inga bevis finns för att den överhuvudtaget existerar. Detta skulle dock strida mot kvantmekanikens lagar Mot detta kan självklart hävdas att kvantmekanikens lagar fanns långt innan Hawkingstrålningen uppkom som teori. Kritikerna hävdar också att atmosfäriskt bildade svarta hål är ofarliga då de med nästan ljusets hastighet obemärkt, passerar rakt igenom jordklotet och ut på andra sidan. De svarta hål som bildas i LHC däremot har en låg hastighet och fångas upp av jordens gravitation och kvarstannar här. Svarta hål som bildas av kosmisk strålning i neutronstjärnor, däremot, skulle stanna kvar där på grund av den stora tätheten, och det faktum att det existerar neutronstjärnor i universum visar att risken för att stabila svarta hål skulle bildas är försumbar, och vissa forskare, till exempel Brian Cox är tämligen högljudda i sin övertygelse om att LHC inte kommer att ha några som helst jordförstörande egenskaper. Sistnämnda uppfattning delas av de flesta fysiker. Det finns dock fysiker som ifrågasätter detta, till exempel R. Plaga.